# كأس إسكتلندا 1988–89
كأس اسكتلندا 1988–89 (بالإنجليزية: 1988–89 Scottish Cup)‏ هو موسم من كأس اسكتلندا. فاز فيه نادي سلتيك.